# Den gula hästen (TV-serie)
Den gula hästen är en brittisk TV-miniserie som sändes i två avsnitt 2020. Serien är skriven av Sarah Phelps och är löst baserad på Agatha Christies roman med samma namn. Det är Phelps femte filmatisering av ett Christie-verk för BBC. Den är regisserad av Leonora Lonsdale, med Rufus Sewell och Kaya Scodelario i huvudrollerna.

## Rollista

### Huvudroller
- Rufus Sewell som Mark Easterbrook
- Sheila Atim som Thyrza Grey
- Georgina Campbell som Delphine Easterbrook[3]
- Bertie Carvel som Zachariah Osborne
- Kathy Kiera Clarke som Sybil Stamfordis[3]
- James Fleet som Oscar Venables[3]
- Henry Lloyd-Hughes som David Ardingly
- Claire Skinner som Yvonne Tuckerton[3]
- Rita Tushingham som Bella
- James Fleet som Oscar Venables[3]
- Sean Pertwee som kommissarie Stanley Lejeune
- Kaya Scodelario som Hermia Easterbrook[3]

### Biroller
- Madeleine Bowyer som Jessie Davis
- Poppy Gilbert som Thomasina Tuckerton
- Ellen Robertson som Poppy
- Sarah Woodward som Clemency Ardingly[3]

## Produktion
Inspelningen ägde rum i Bristol. Bilen som körs av Rufus Sewells karaktär är en Lagonda 3-liters.

## Avsnitt
| Avsnitt | Titel      | Premiärdatum     |
| --- | ---------- | ---------------- |
| 1 | "Episod 1" | 9 februari 2020  |
| Ett år efter att ha upptäckt att hans första fru Delphine fått en elchock i badet, tillkallas antikhandlaren Mark Easterbrook av polisen när kvinnan Jessie Davis hittas död på gatan. Gömd i hennes sko finns en lista med namn som hon hade skrivit på ett papper. Bland namnen finns Mark och Marks älskarinna Thomasina Tuckerton, som Mark senare hittar död i sin säng. Mark upptäcker att Delphine och Jessie Davis båda hade besökt byn Much Deeping för att konsultera en trio kvinnor som bodde där. En annan person på listan, butiksägaren Zachariah Osborne, som hade anställt Jesse Davis, berättar för Mark att kvinnorna är häxor och ansvariga för dödsfallen. |            |                  |
| 2 | "Episod 2" | 16 februari 2020 |
| Marks hår börjar falla av, precis som Jesse Davis och Thomasina Tuckertons innan de dog. Han ger efter för en växande paranoia gentemot häxorna och deras förmodade makt. Han misstänker att hans andra fru Hermia konspirerar mot honom. Marks gudson David Ardingly erkänner att han anlitade trion för att få sin moster Clemency att dö, så att han kunde ärva tidigare. Kommissarie Lejeune ifrågasätter Marks version av Delphines död. Mark besöker Osborne, som berättar för honom att han bara kan renas genom eld. Mark besöker sedan häxorna och ber dem att ta bort hotet från Hermia och Lejeune. Mark upptäcker Hermia i koma och på sjukhuset där hon vårdas ser han den döende Lejeune föras in. Marks tillbakablickar avslöjar att han orsakade Delphines död och mörkade den. Han konfronterar Osborne, som erkänner att han förgiftat de andra offren. Han hånar Mark, som dödar honom och sätter eld på hans verkstad. Hermia vaknar upp på sjukhuset med de tre häxorna vid sin sida och de tre kvinnorna berättar för henne vad Mark har gjort. Mark återvänder till sitt hus och läser morgontidningen. Rubriken är tillkännagivandet av hans egen död. Mark återupplever nu Delphines död om och om igen i sina mardrömmar, som han tidigare plågats av. |            |                  |

## Mottagande
Rotten Tomatoes rapporterade ett godkännandebetyg på 80 % baserat på 25 recensioner, med ett genomsnittligt betyg på 6.71/10. Sajtens kritikerkonsensus lyder: "Även om Den gula hästen är full av brutal spänning, är det [sic] invecklat mysterium som ibland lugnar den spännande handlingen." Metacritic rapporterar ett betyg på 69 av 100 baserat på 6 recensioner, vilket indikerar "Generellt positiva recensioner".
The Guardian gav det första avsnittet fyra stjärnor och berömde manuset och regin. The Independent ansåg att det andra avsnittet var "tillfredsställande" och sa att uppdateringarna av materialet och språket fungerade. I sin recension av det andra avsnittet var The Telegraph mindre berömmande, gav tre stjärnor och sa att "författaren Sarah Phelps slängde den råttfyllda diskbänken i denna omskrivning av Agatha Christie."
Precis som med hennes tidigare filmatiseringar kritiserade vissa tittare de många och betydande ändringar som Phelps gjorde i den ursprungliga romanen; Och några kritiserade slutet, som de tyckte var förvirrande. En artikel i Radio Times medgav att "slutet är avsiktligt tvetydigt".